# Toyota Corolla E170
La Corolla E170 è un'autovettura prodotta dalla casa automobilistica giapponese Toyota, prodotta dal 2013 e rappresenta l'undicesima generazione della serie omonima. Viene sviluppata su un'evoluzione della precedente piattaforma MC (Middle Class) condivisa anche dalla seconda generazione dell'Auris (che continua a rappresentare la variante 2 volumi hatchback della Corolla).

## Il contesto
La vettura è il modello più importante della gamma del costruttore, nonché uno dei modelli più venduti nel mondo, viene nuovamente venduta in alcuni mercati dell'Europa ma non in Italia a causa dell'insuccesso delle vetture berline tre volumi. Più grande e spaziosa della precedente serie presenta un design più originale ispirato al prototipo Toyota Furia prendendo le distanze dalla vecchia serie accusata di uno stile fin troppo anonimo. L'esordio della nuova Corolla E170 parte dagli Stati Uniti d'America con presentazione nell'estate del 2013 e la produzione che parte nell'agosto dello stesso anno presso l'impianto "Toyota Motor Manufacturing Mississippi" (Blue Springs (Mississippi), USA) e nell'impianto "Toyota Motor Manufacturing Canada" (Cambridge (Canada), Canada).

## Modello giapponese (E160)

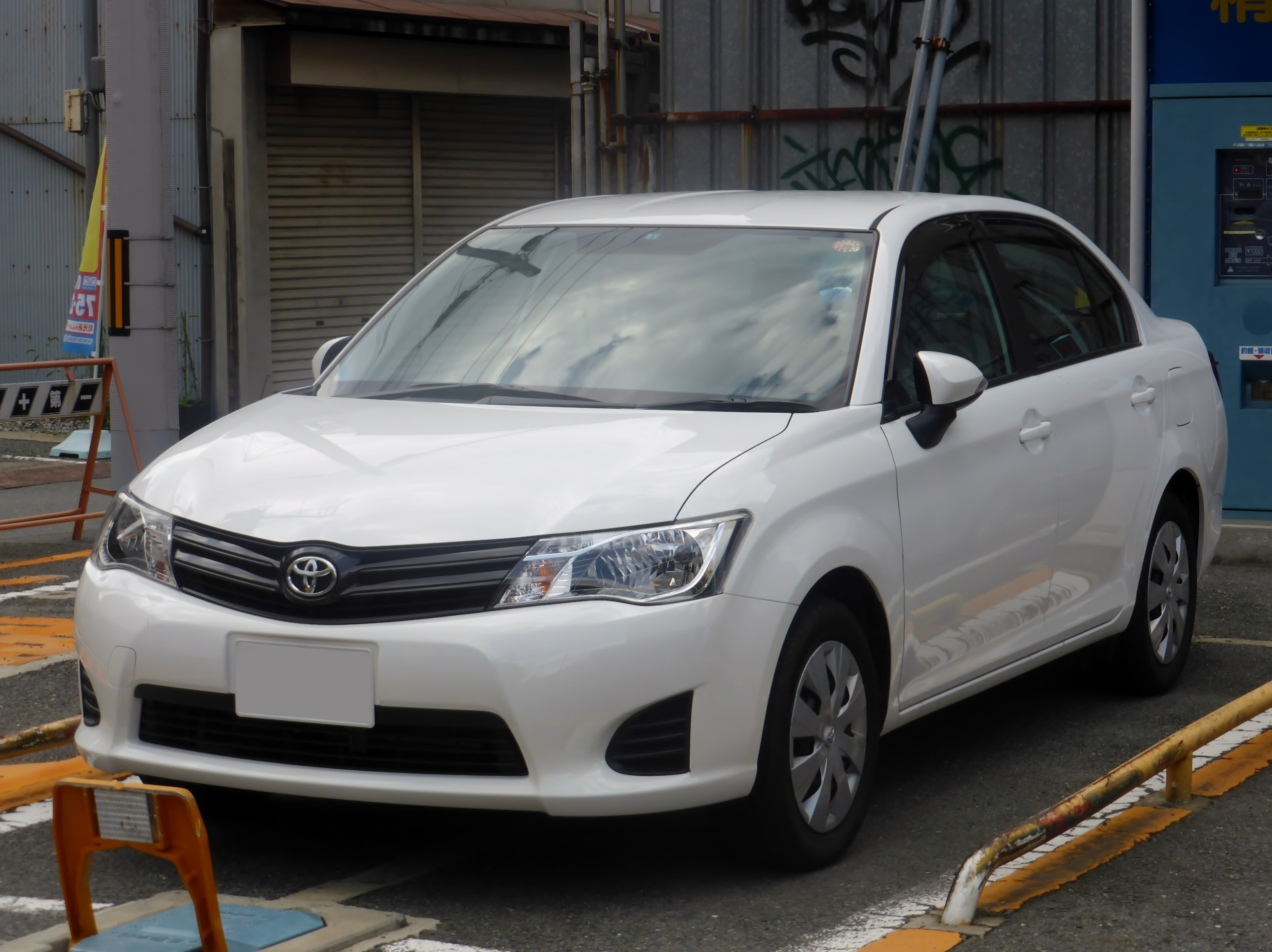
Toyota Corolla Axio (E160 mercato giapponese).

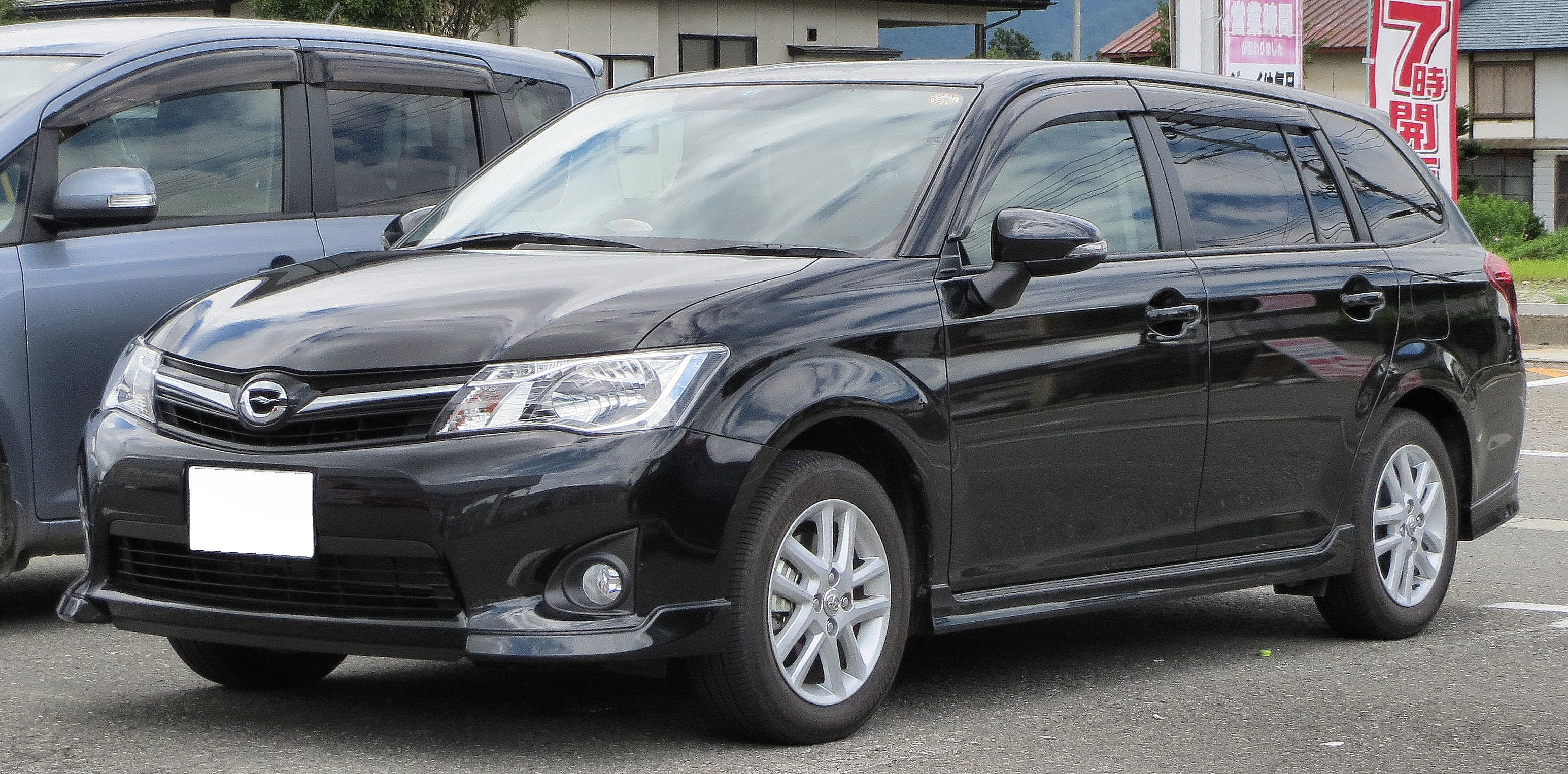
Toyota Corolla Fielder (E160 mercato giapponese).

Per il mercato locale giapponese la casa ha preferito mantenere la precedente strategia che prevedeva una Corolla specifica che potesse rispettare i parametri previsti per le vetture compatte e poter ottenere delle agevolazioni fiscali rispetto alle vetture più grandi: così la casa realizza una serie denominata E160, più piccola rispetto alla E170 globale, realizzata sull'architettura "B", ovvero il pianale della Toyota Yaris. La E170 possiede dimensioni troppo grandi e motorizzazioni di cilindrata più elevata, quindi non rientrava nella categoria delle vetture medio-compatte previste dalle norme di omologazione giapponese.
La serie E160 viene venduta con la denominazione "Corolla Axio" la versione berlina 3 volumi e viene prodotta anche in versione station wagon come "Corolla Fielder".
In Giappone la vettura viene venduta dal maggio 2012 e viene prodotta nello stabilimento di Ōhira, Miyagi. La vettura viene esportata anche a Hong Kong.
Esteticamente la vettura presenta un design molto tradizionale, le uniche differenze stilistiche tra la Axio berlina e la Fielder wagon sono centrate nella mascherina e nei paraurti, più classici sulla berlina e più sportivi sulla wagon (oltre che nella carrozzeria). Le sospensioni sono le stesse della Yaris con il MacPherson all'avantreno e il ponte torcente al retrotreno, la trazione è anteriore oppure integrale, i motori comprendono un 1.5 benzina (codice 1NZ-FE) quattro cilindri 16 valvole da 110 cavalli capace di 138 N·m di coppia motrice a 4.400 giri/minuto con cambio manuale 5 rapporti oppure CVT, oppure un 1.3 benzina (codice 1NR-FE) sempre 4 cilindri 16 valvole da 95 cavalli e 121 N·m di coppia a 4.000 giri al minuto con cambio CVT (solo per la berlina Axio); il più grande propulsore e il 1.8 (codice 2ZR-FE) 16 valvole da 140 cavalli e 172 N·m di coppia massima a 4.000 giri/minuto con cambio CVT (solo wagon Fielder).
Inoltre la versione HSD Hybrid, che utilizza la stessa architettura della Yaris HSD Hybrid, è composta dal motore 1.5 benzina a ciclo Atkinson da 74 cavalli abbinato al motore elettrico da 60 cavalli, batterie poste dietro i sedili posteriori e cambio CVT.

## Modello globale (E170)

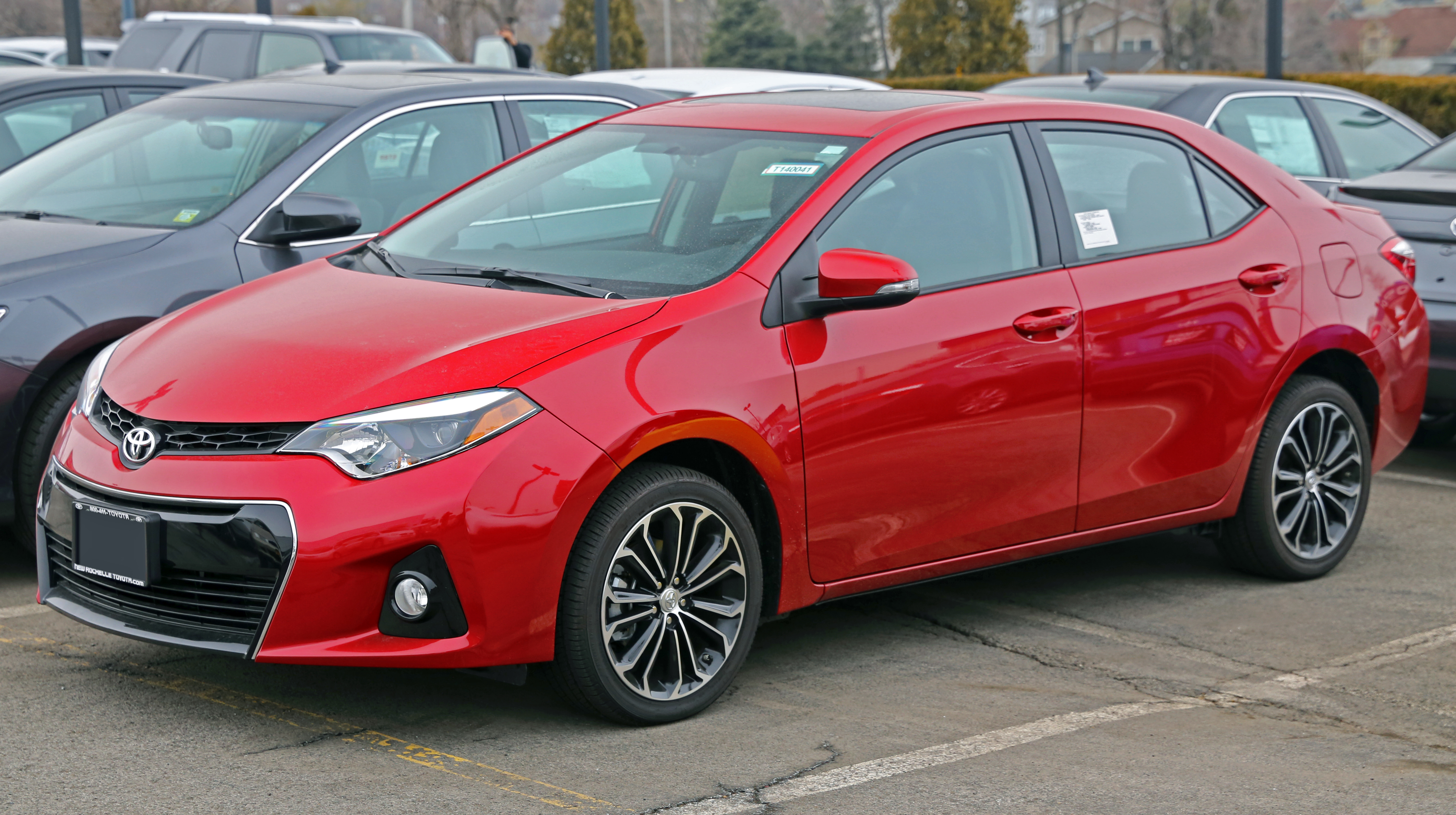
Toyota Corolla S (E170 mercato nord americano).

Dopo l'esordio americano incomincia l'espansione del modello a livello globale: nel mercato ASEAN viene introdotta come Corolla Altis e viene prodotta in numerosi paesi come Malaysia, Thailandia (stabilimento di Chachoengsao), Taiwan (Jhongli) e Indonesia. In questi paesi adotta motorizzazioni specifiche per i vari mercati anche alimentate a gas GPL. A Singapore vengono vendute sia la serie Corolla Axio/Fielder E160 giapponese sia il modello globale più grande E170.
In India la vettura viene prodotta dalla primavera del 2014 e venduta sia con motore 1.8 benzina sia 1.4 D-4D diesel. In Australia viene venduta come Corolla Ascent o Levin a seconda delle versioni e degli allestimenti.
In Europa la vettura viene prodotta in Turchia, dove veniva fabbricato anche il modello precedente per i mercati dell'est europeo. La casa ha avviato la commercializzazione anche in altri paesi come la Germania e il Belgio ma non in Italia.
La gamma motori come sulla vecchia serie è molto vasta proprio perché viene venduta in molti paesi.